# Markan Su
Markan Su är ett vattendrag i Kina. Det ligger i den västra delen av landet, 3 500 km väster om huvudstaden Peking.